# Lista siturilor arheologice din județul Tulcea - D
Lista siturilor arheologice din județul Tulcea - D conține toate siturile arheologice din județul Tulcea înscrise în Repertoriul Arheologic Național (RAN) și aflate în localități al căror nume începe cu litera D. RAN este administrat de Ministerul Culturii și Patrimoniului Național și cuprinde date științifice, cartografice, topografice, imagini și planuri, precum și orice alte informații privitoare la zonele cu potențial arheologic, studiate sau nu, încă existente sau dispărute.
Puteți căuta un sit din localitățile care încep cu litera D folosind formularul de mai jos sau puteți naviga prin toate siturile din județ la Lista siturilor arheologice din județul Tulcea.
| Cod RAN                                | Denumire | Localitate                            | Adresă                        | Datare                           | Descoperit | Coordonate                                    | Imagine           | Erori            |
| -------------------------------------- | --- | ------------------------------------- | ----------------------------- | -------------------------------- | ---------- | --------------------------------------------- | ----------------- | ---------------- |
| 160948.01.01 (Cod LMI: TL-I-s-A-05775) | Cetatea Zaporojeni de la Dunavățul de Jos / ansamblu Cetatea Zaporojeni (Categorie: locuire militară) (Tip: Cetate)                              | sat Dunavățu de Jos, comuna Murighiol |                               | sec. IV - VI                     |            | 44°58′47″N 29°09′17″E / 44.97975°N 29.15478°E | Încărcați imagine | Raportați eroare |
| 160948.01.02 (Cod LMI: TL-I-s-A-05775) | Cetatea Zaporojeni de la Dunavățul de Jos / ansamblu anonim (Categorie: locuire militară) (Tip: instalație portuară)                             | sat Dunavățu de Jos, comuna Murighiol |                               |                                  |            | 44°58′47″N 29°09′17″E / 44.97975°N 29.15478°E | Încărcați imagine | Raportați eroare |
| 160948.02.01 (Cod LMI: TL-I-s-B-05776) | Așezarea getică de la Dunavățu de Jos-la 3 km V de marginea satului / ansamblu anonim (Categorie: locuire civilă) (Tip: Așezare)                 | sat Dunavățu de Jos, comuna Murighiol | la 3 km V de marginea satului | geto-dacică sec. IV - II a. Chr. |            |                                               | Încărcați imagine | Raportați eroare |
| 160948.03.01 (Cod LMI: TL-I-s-B-05777) | Așezarea getică de la Dunavățu de Jos-la 1,5 km V de sat / ansamblu anonim (Categorie: locuire civilă) (Tip: Așezare)                            | sat Dunavățu de Jos, comuna Murighiol | la 1,5 km V de sat            | geto-dacică sec. IV - II a. Chr. |            |                                               | Încărcați imagine | Raportați eroare |
| 160957.01.01 (Cod LMI: TL-I-s-B-05778) | Așezarea medievală de la Dunavățu de Sus-în partea de SE a satului / ansamblu anonim (Categorie: locuire civilă) (Tip: Așezare)                  | sat Dunavățu de Sus, comuna Murighiol | în partea de SE a satului     | sec. X - XI                      |            |                                               | Încărcați imagine | Raportați eroare |
| 160957.02.01 (Cod LMI: TL-I-s-B-05779) | Fortificația romano-bizantină de la Dunavățu de Sus-în partea de N a satului / ansamblu anonim (Categorie: locuire militară) (Tip: Fortificație) | sat Dunavățu de Sus, comuna Murighiol | în partea de N a satului      | romano-bizantină sec. IV - VI    |            |                                               | Încărcați imagine | Raportați eroare |
| 160314.02                              | Tezaurul monetar de la Dăeni / ansamblu anonim (Categorie: neprecizată)                                                                          | sat Dăeni, comuna Dăeni               |                               |                                  |            |                                               | Încărcați imagine | Raportați eroare |
| 160314.03                              | Tezaurul monetar de la Dăeni / ansamblu anonim (Categorie: descoperire izolată)                                                                  | sat Dăeni, comuna Dăeni               |                               |                                  | 1956       |                                               | Încărcați imagine | Raportați eroare |